# Parafia św. Jana Chrzciciela w Pyzówce
Parafia św. Jana Chrzciciela w Pyzówce – rzymskokatolicka parafia należąca do dekanatu Nowy Targ, archidiecezji krakowskiej.

## Historia
Pyzówka początkowo należała do parafii w Klikuszowej. 1 grudnia 1984 r. dekretem kardynała Franciszka Macharskiego erygowano tu samodzielną parafię. We wsi znajduje się wybudowany w latach 80. XX w. kościół św. Jana Chrzciciela oraz kaplica Niepokalanego Poczęcia Najświętszej Maryi Panny z okresu międzywojennego, rozbudowana w 1946 r..

## Proboszczowie

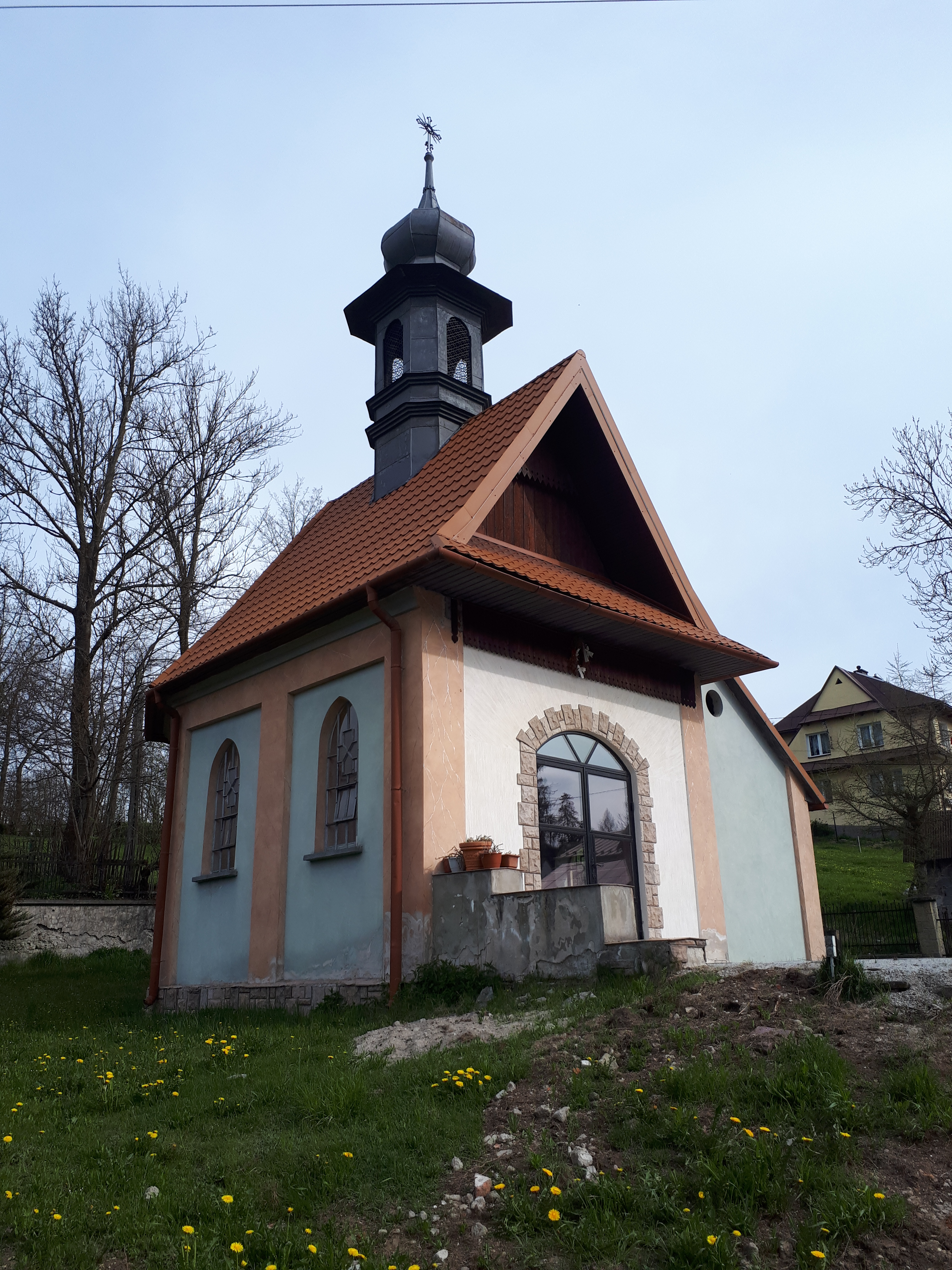
Kaplica Niepokalanego Poczęcia NMP

- 1984: ks. Jan Kasiarz
- – 2006: ks. Henryk Pyka
- 2006 – 2012: ks. Bogdan Dudek
- 2012 – 2015: ks. Tomasz Gucwa[2]
- od 2015: ks. Andrzej Wiktor